# Sannidal Station
Sannidal Station (Sannidal stasjon) var en jernbanestation på Kragerøbanen, der lå i Kragerø kommune i Norge.
Stationen åbnede som holdeplads sammen med banen 2. december 1927. Den blev nedgraderet til trinbræt 23. maj 1971. Stationen blev nedlagt sammen med banen 1. januar 1989.
Stationsbygningen blev opført efter tegninger af Gudmund Hoel og Bjarne Friis Baastad ved NSB Arkitektkontor i 1926. Bygningen bruges i dag til erhverv. Sporene ved stationen er taget op.